# Vertrag von Fontainebleau (1679)

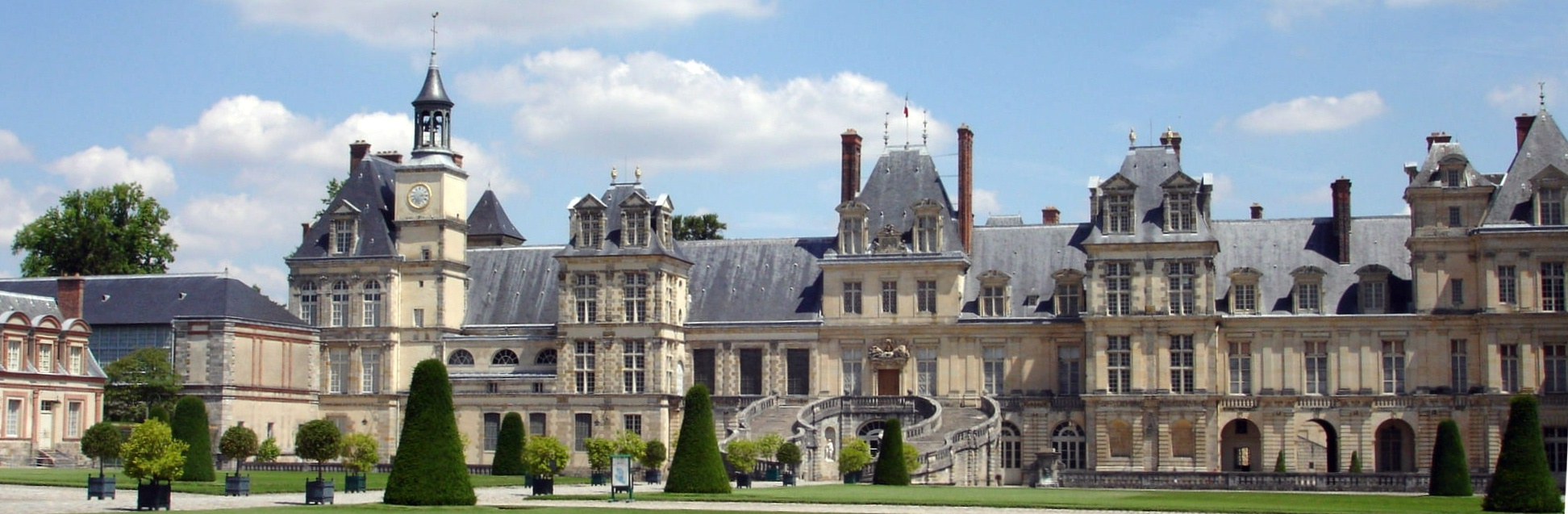
Im Schloss Fontainebleau wurde der Vertrag unterzeichnet

Der Vertrag von Fontainebleau, der am 23. Augustjul. / 2. September 1679greg. unterzeichnet wurde, war ein Friedensvertrag, der zwischen dem König von Dänemark-Norwegen Christian V. und dem König des Schwedischen Reichs Karl XI. getroffen wurde. Der Vertrag wurde im Schloss Fontainebleau, rund 60 km südlich von Paris, unterzeichnet.

## Vorgeschichte
Da sich Dänemark-Norwegen und Schweden im Friede von Nimwegen nicht über gemeinsame Bedingungen eines Friedens einigen konnten, wurden die Verhandlungen in Frankreich fortgesetzt. Dänemark befand sich unter Druck, da das Königreich Frankreich Truppen in das dänisch besetzte Oldenburg schickte. Da sich im Frieden von Saint-Germain Frankreich, Schweden und Brandenburg bereits auf Friedensvereinbarungen einigten, stand Dänemark sowohl gegen Schweden als auch gegen Frankreich alleine da. Zudem stand Dänemark zu diesem Zeitpunkt kurz vor dem finanziellen Bankrott.

## Ergebnis und Folgen
Der Vertrag beendete den Nordischen Krieg, der von 1674 bis 1679 anhielt. Auf Druck des französischen Königs Ludwig XIV., einem Verbündeten Schwedens, gab Dänemark alle während des Krieges gemachten Eroberungen an Schweden zurück und zahlte im Gegenzug eine „geringe Entschädigung“. Die eroberten Gebiete lagen größtenteils im heutigen Norddeutschland und umfassten unter anderem Schleswig-Holstein-Gottorf, Rügen, Pommern und Wismar. Zudem sollte zu den territorialen Grenzen des Frieden von Kopenhagen von 1660 zurückgekehrt werden und auch der Frieden von Roskilde von 1658 wurde mit dem Vertrag bestätigt. Zwar wurde Herzog Christian Albrecht nicht namentlich im Vertrag genannt, doch durch diese Bestätigung wurde auch seine Stellung manifestiert. In einem Zusatzvertrag verpflichtete sich Christian V., Christian Albrecht in alle seine früheren Rechte als Herzog von Schleswig-Holstein-Gottorf einzusetzen.
Auf schwedischen Wunsch wurde der Vertrag kurz darauf im Frieden von Lund am 26. September 1679 bestätigt und präzisiert. Schweden wollte aus Gründen der Staatsräson den Friedensschluss im eigenen Land wiederholen. Keine der beiden Mächte konnte die Kontrolle über die Ostsee erlangen, was zu Beginn des Krieges eines ihrer Ziele war. Mit der 1680 stattfindenden Hochzeit von Karl XI. und Ulrike Eleonore von Dänemark, der Schwester des 1670 verstorbenen Königs Friedrich III. von Dänemark-Norwegen, wurde der Frieden weiter zementiert.